# Comuna Slobozia Bradului, Vrancea
Slobozia Bradului (în trecut, doar Slobozia) este o comună în județul Vrancea, Muntenia, România, formată din satele Cornetu, Coroteni, Liești, Olăreni, Slobozia Bradului (reședința) și Valea Beciului.

## Toponimie
Zona nu a fost nicidecum săracă; aici au avut domenii întinse fanarioți precum Soutzo, Bogdan, Goleanu etc. Și cum pământurile trebuiau trudite, iar forța de muncă era restrânsă, au ajuns să se stabilească aici în primul rând țigani. Soarta acestora s-a schimbat în bine în urma hotărârii luate de către Constantin Mavrocordat care, la 5 august 1746, a abolit robia.
Toponimia locului este astfel strâns legată de acest moment istoric: robii țigani, adunați sub un brad înalt din prejma bisericii au primit vestea dezrobirii lor și de aici, numele localității de Slobozia Bradului (slobozire = eliberare).

## Așezare
Comuna se află în partea de sud-est a Subcarpaților Vrancei, în zona de contact cu Câmpia Râmnicului, 33 km distanță față de Focșani și la 10 km față de Râmnicu Sărat, pe malul drept al râului Slimnic. Pe la extremitatea sa sud-estică trece șoseaua națională DN2, care leagă Focșaniul de Buzău.

## Demografie
Componența etnică a comunei Slobozia Bradului
     Romi (78,77%)
     Români (13,72%)
     Alte etnii (0%)
     Necunoscută (7,51%)
Componența confesională a comunei Slobozia Bradului
     Penticostali (71,86%)
     Ortodocși (20,36%)
     Alte religii (0,21%)
     Necunoscută (7,57%)
Conform recensământului efectuat în 2021, populația comunei Slobozia Bradului se ridică la 8.930 de locuitori, în creștere față de recensământul anterior din 2011, când fuseseră înregistrați 7.010 locuitori. Majoritatea locuitorilor sunt romi (78,77%), cu o minoritate de români (13,72%), iar pentru 7,51% nu se cunoaște apartenența etnică. Din punct de vedere confesional, majoritatea locuitorilor sunt penticostali (71,86%), cu o minoritate de ortodocși (20,36%), iar pentru 7,57% nu se cunoaște apartenența confesională.

## Politică și administrație
Comuna Slobozia Bradului este administrată de un primar și un consiliu local compus din 17 consilieri. Primarul, Merlin Ivancea[*], de la Partidul Național Liberal, este în funcție din octombrie 2020. Începând cu alegerile locale din 2024, consiliul local are următoarea componență pe partide politice:
|  | Partid                    | Consilieri | Componența Consiliului | Componența Consiliului | Componența Consiliului | Componența Consiliului | Componența Consiliului | Componența Consiliului | Componența Consiliului | Componența Consiliului | Componența Consiliului | Componența Consiliului | Componența Consiliului | Componența Consiliului |
|  | ------------------------- | ---------- | ---------------------- | ---------------------- | ---------------------- | ---------------------- | ---------------------- | ---------------------- | ---------------------- | ---------------------- | ---------------------- | ---------------------- | ---------------------- | ---------------------- |
|  | Partidul Național Liberal | 12         |                        |                        |                        |                        |                        |                        |                        |                        |                        |                        |                        |                        |
|  | Partidul Social Democrat  | 5          |                        |                        |                        |                        |                        |                        |                        |                        |                        |                        |                        |                        |

## Istorie
La sfârșitul secolului al XIX-lea, comuna făcea parte din plasa Marginea de Jos a județului Râmnicu Sărat, și era formată din satele Slobozia, Coroteni și Obrejița, cu o populație de 2047 de locuitori. În comună funcționau un schit, trei biserici — una la Coroteni, zidită în 1830, una la Obrejița zidită în 1846 și una la Slobozia, zidită în 1808 — și trei școli mixte. Anuarul Socec din 1925 consemnează comuna în plasa Plăginești a aceluiași județ, cu o populație de 2324 de locuitori în satele Cornetu, Coroteni, Liești, Obrejița, Slobozia și Valea Beciului. În 1931, satul Obrejița s-a separat pentru a forma o comună de sine stătătoare, comuna Slobozia Bradului căpătând structura actuală.
În 1950, comuna a trecut la raionul Râmnicu Sărat din regiunea Buzău și apoi (după 1952) din regiunea Ploiești. În 1968, deja denumită Slobozia Bradului, comuna a trecut la județul Vrancea.

## Monumente istorice
În comuna Slobozia Bradului se află situl arheologic de interes național de la Coroteni. Aflat de-a lungul râului Vărzaru, în spatele fostului sediu al CAP, el cuprinde o așezare eneolitică aparținând culturii Boian, o așezare și o necropolă din Epoca Bronzului atribuite culturii Monteoru (fazele Ic4, IIa și IIb), o așezare din Epoca Bronzului Târziu (cultura Noua), o așezare din perioada Halstatt, una din Evul Mediu Timpuriu și alta din Evul Mediu.
În rest, alte trei obiective din comună sunt incluse în lista monumentelor istorice din județul Vrancea ca monumente de interes local. Unul este un al doilea sit arheologic de la Coroteni, aflat în punctul „Cetățuia” și cuprinzând urmele a două așezări — una eneolitică (cultura Boian) și alta din Epoca Bronzului (cultura Monteoru). Celelalte două sunt clasificate ca monumente de arhitectură și se află în satul Slobozia Bradului: biserica „Nașterea Sfântului Ioan Botezătorul” a schitului Rogozu, datând de la începutul secolului al XIX-lea; și biserica „Sfântul Nicolae” datând din 1808 și aflată la nord de sat, lângă fostul IAS.